# Савинкова, Людмила Петровна
Людми́ла Петро́вна Са́винкова (Шапошникова) (1 января 1936, Москва, РСФСР, СССР) — советская спортсменка, представляла художественную гимнастику в индивидуальных и командных упражнениях. Первая чемпионка мира по художественной гимнастике. Заслуженный мастер спорта СССР (1964).

## Биография
Людмила Савинкова была типичным представителем советской школы художественной гимнастики, которая подразумевает прежде всего точность линий и легкости выполнения. Её естественная элегантность, стиль и физические качества сначала были определены Тамарой Лисициан — первым тренером из Дворца пионеров на Ленинских Горах. Позже сестра Тамары, Мария Лисициан начала тренировать Людмилу уже на высоком спортивном уровне. В начале 1960-х Мария Лисициан стала тренером национальной сборной СССР по художественной гимнастике и была ответственной за группу, представляющую СССР на первом мировом первенстве в Будапеште (1963), на котором Людмила завоевала золотые медали в многоборье и отдельных упражнениях.
В детстве Людмила мечтала о карьере балерины или художника. Обладая талантом к живописи и рисунку, она становится студенткой в Московском архитектурном институте, одновременно продолжая занятия спортом.
Глубоко художественная и чувствительная, Савинкова всегда пыталась создать некий символ в своих программах. Такими были её программы: с обручем под «Скерцо» Роберта Шумана или упражнения без предмета под «Полишинель» Сергея Рахманинова.
Людмила принимала участие и во 2-м чемпионате мира в Праге (1965), но её подвели упражнения с мячом, и она потеряла все шансы на победу.
Последнее мировое первенство, в котором она участвовала, проходило в Копенгагене, Дания (1967). Там Савинкова была одной из шести гимнасток, участвовавших в групповых упражнениях. Эти соревнования были премьерой для групповых упражнений на чемпионатах мира. Советские спортсменки выиграли золотые медали, и это было хорошим финалом в спортивной карьере Людмилы Савинковой.

## Соревнования в Будапеште
Когда Людмила Савинкова выиграла соревнования в Будапеште, то она не имела понятия о том, что стала абсолютной чемпионкой мира, так как это соревнование изначально называлось Первым европейским кубком. 28 гимнасток из 10 стран принимали в нём участие. Они были из Бельгии, Болгарии, Германской Демократической Республики, Испании, Польши, СССР, Венгрии, Финляндии и Чехословакии. Соревнования проходили в будапештском Дворце спорта и начались в субботу 7 декабря 1963. Только на следующий год (1964) Международная федерация гимнастики (Рим, Италия) решила считать это соревнование первым чемпионатом мира по художественной гимнастике.

## Спортивные результаты
- 1963 чемпионат мира (Будапешт, Венгрия) — абсолютная чемпионка в индивидуальном первенстве.
- 1967 чемпионат мира (Копенгаген, Дания) — золотая медаль в групповых упражнениях.

## После завершения карьеры
В 1969 году в серии «Спорт и личность» была опубликована книга Савинковой «Возраст красоты».